# 吴佩孚
吳佩孚（1874年4月22日—1939年12月4日），字子玉，山东省蓬莱县人。晚清秀才，中華民國陸軍一级上將，民国北京政府軍上将军（直系），北洋军阀中曾經為實力最雄厚的軍閥之一，官至直鲁豫巡阅使。

## 生平
清朝同治十三年（1874年）3月7日，吴佩孚出生於山东省登州府的商人家庭，據聞佩孚出生時，其父夢見戚繼光走進了家裡，所以就以戚繼光的號佩玉，給兒子取名佩孚，年輕時考上秀才，但是在故鄉因得罪在地仕紳，因此被迫離鄉。
1898年投筆從戎，投效天津淮軍聶士成部隊，入北洋武备学堂开平班学习步兵科。1902年入保定陆军速成学堂学习测绘科。
1904年日俄戰爭前夕，清政府表面中立，暗中联日拒俄。日本駐清的軍事顧問和段芝贵從北洋督練公所中選拔出吳佩孚、孟恩远、王怀庆等16名从武备学堂毕业的青年軍官加入“倭人侦探队”與日本情報人員秘密組成「中日混合偵探諜報隊」，前往烟台接受日本军官守田利远大尉训练，后到旅大等地化装成普通小贩模样刺探俄軍情報。吳佩孚建議日軍用多條普通漁船日夜不停地對俄軍艦隊進行騷擾、試探，趁其麻痹之際，再把情報船混在漁船中送到日本海軍指揮艦，此建議受到日軍的采納，為後來日軍殲滅俄軍陸上要塞做出了貢獻。10月，吳佩孚被俄軍逮捕，但在被押往哈爾濱的途中成功逃脫。日俄戰爭後，吳佩孚因屢次立功，获贈“單光旭日勛章”一枚。
1906年，吳佩孚加入袁世凯建立的新军，任北洋陆军第三镇步隊十一標第一營任督隊官，當年被保薦至北洋陸軍講武堂進行短期教育，畢業後回到第三鎮，升任步隊十一標第一營管帶（等同營長）。1907年，曹錕升任第三鎮統制。在曹錕上任後，由於第三鎮駐紮長春，因此需要東北的相關地理知識。但第三鎮的軍官中僅有吳佩孚曾在日俄戰爭期間繪製過相關地圖，曹錕因此注意到吳佩孚，同一年吳佩孚也成功的完成數次對地方土匪的清剿任務，曹錕因此開始重用吳佩孚，在後來吳佩孚於民國初年的興起曹錕一直是他的提拔貴人。曹錕在1908年命吳佩孚為炮兵第三標第一營管帶。在職務上雖屬平調，但是炮兵部隊有弋引火炮的馱馬編制，因此在預算提供上比步兵營充裕，且管帶的支薪也較步兵營高。1909年，曹錕派遣吳到與俄國交界的吉林興凱湖測量、繪圖，在該年吳佩孚完成任務。
宣統二年（1910年），第三鎮清剿東北馬匪，吳佩孚與張作霖部隊偕同擊潰金壽山所集結的胡匪部隊。
宣統三年（1911年）武漢起義之後，各省革命黨人自行宣布獨立。清廷只能讓袁世凱復出，於1911年11月下令陸軍第三鎮開拔鎮壓山西革命軍，該役炮兵部隊逐出佔領娘子關的革命軍，由於山西省的防線洞開，革命軍最終無法抵禦新式陸軍而退出省城太原。因此役戰功，吳佩孚升遷為炮兵第三標標統（位階等同團長）。清帝退位，中華民國成立後，陸軍第三鎮改制為陸軍第三師，駐紮北京，吳佩孚則被調入第三師師部，成為師長曹錕的主力助手。
民國四年（1915年），吳佩孚升任陸軍第六旅旅長，同年底袁世凱稱帝，各地護國軍起兵反袁。翌年（1916年）1月，袁世凱下令曹錕率軍入四川征討西南護國軍，吳佩孚因此跟隨曹錕南征。第三師雖曾擊敗蔡鍔部隊，不久袁世凱取消帝制，繼於6月病逝，失去戰爭目標的第三師回師保定。
1917年7月1日張勳復辟，段祺瑞於馬廠興師討伐張勳，吳佩孚任討逆軍西路先鋒，馮玉祥任東路先锋，圍攻北京。
护法战争爆发，1918年2月5日，北洋政府任命吳佩孚署理陸军第三师师长，随曹锟入湖南作战，攻岳州，陷长沙，占领衡阳，战功第一，因此于6月3日授「孚威將軍」。6月20日，段祺瑞命吳佩孚为援粵副司令（张怀芝是总司令），进兵广东，但不久吳佩孚却与湖南护法军協议停火。8月21日，吳佩孚與張宗昌、馮玉祥等十數人聯名通電北京，主張罷兵，又反對新國會選舉總統。
我國因法律問題，引起內爭，全國紛紜，已逾一載……况年來外交緊急，國債繁興，險象環生，無一非內爭所致……懇請我大總統仍根據約法之精神，實行悲憫之宏願，頒佈通國一體罷戰之明令……當此兵戈未息之時，遽行選舉典禮，不但於法理不合，且恐促民國分裂。
段祺瑞生氣地說：“秀才造反啦！”，立刻發電申斥吳佩孚。吳佩孚於8月24日及26日兩天回電頂撞段祺瑞：
我師（指段祺瑞）爲內閣首領，士大夫也，爭臣爭友有幾人？學生不忍見中國淪亡，用敢執爭子之義，爲我師苦口陳之……孫子曰：「將在外，君命有所不受。」周亞夫屯軍細柳，軍中聞將軍命，不知有天子詔……學生此舉，乃倣效我師在孝感時通電共和之宣布，實係由我師敎育而來，並非額外生枝！
先說他掌兵在外，段祺瑞不可說三道四，又說他21日的電文不過是倣效段祺瑞辛亥革命時發出的支持共和電。
今日之內閣，卽昔日之宰輔，宰輔者，世運之隆替，國統之樞紐也……世無不仁亂政之元首，而有不仁危國之宰輔……宰輔假人之國，奪人之祀，而秦而漢，而魏而晉，而唐而宋，其爲趙高乎？新莽、曹操乎？司馬、宋武乎？楊、盧、田、朱、秦檜乎？責任內閣如此其居心，尚堪問乎？
已把段祺瑞比作曹操、秦檜。這時吳佩孚已命令第三師撤防，駐地移交張敬堯，軍容齊整，全軍高唱《登蓬萊閣》。

## 巡閱使

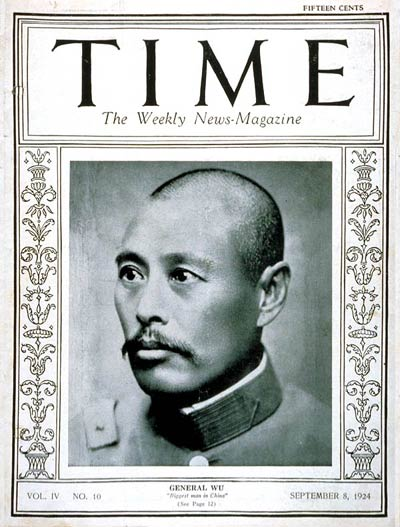
1924年9月8日《时代》封面上的吴佩孚像

1919年，吳通电拥护五四运动，高谈「劳工神圣」。1920年5月，吳从湖南北撤，集结于保定地区。7月，跟随曹锟参加直皖战争，与奉系合作，击败皖系势力，共同参与控制北京政府。9月率第三师进驻洛阳，任「直鲁豫巡阅副使」。
1921年两湖巡阅使兼湖北督军王占元被川湘联军驱逐，吴佩孚被北京政府任命为两湖巡阅使，命萧耀南部占领湖北。允许共产主義人士在其控制范围内的京汉铁路、陇海铁路等铁路沿线组织工会。1922年4月，在第一次直奉战争中拥曹锟，将奉系军阀击退至山海關關外，成为北洋军阀中的首要人物，军事实力最强。6月恢复约法，恢复旧国会，倡议南北议和统一。
1922年8月，苏联派出驻华全权代表越飞抵达北京，曾致函吴佩孚和孙中山，希望建立合作关系，并希望吴佩孚与孙中山合作，吴佩孚也表示“亲俄”。但是后来南方战局改观，11月18日越飞写信指责吴佩孚：「孙逸仙对您的怀疑倒是更有根据的」，两天后，吴佩孚回信与越飞决裂，并表示「蒙古属于中国」。越飞在两个多月后与孙中山签署《孙越宣言》，里面也表示「（苏俄）从无欲在外蒙实施帝国主义政策，或使其脫离中国之意与目的」。
1923年2月镇压京汉铁路大罢工，史称“二七惨案”。同年4月在洛陽舉行五十大壽，維新派首領康有為贈送一副壽聯，曰：「牧野鷹揚，百歲功名才半世；洛陽虎踞，八方風雨會中州。」吳大喜，賞給大洋一千元。同年6月，未能阻止曹锟利用冯玉祥驱逐黎元洪。10月曹錕賄選，成為大總統。
1924年9月在中南海四照堂点将，發動第二次直奉戰爭，曹錕任命吳擔任“討逆軍總司令”。10月冯玉祥接受张学良建议，背叛吳佩孚，发动北京政变囚禁曹錕，吳為新锐奉軍及馮叛军所敗。赴岳州託庇於湖南軍閥趙恆惕。
1925年（民国14年）冬，吴佩孚在汉口组织十四省讨贼联军，建立总司令部，自任总司令。1925年10月，浙江督辦孫傳芳發動反奉戰爭，擁吳出征。1926年4月，脫離奉系的冯玉祥国民军被奉军逼出北京，固守南口三个月。之後直奉再度联合，击败冯军。吴再次向张作霖呼吁恢复法统，但是未得响应。吳的势力地处华中，吳的反苏立场使得苏联支持的国民党广州国民政府，把吴列为北伐的首要目标。
1926年8月贺胜桥战斗中，直系军队防守方逐渐支撑不住，吴佩孚为阻止溃败，指挥机关枪隊和大刀队督战，对从阵地逃回的官兵格杀勿论，吴佩孚亲自将几位放弃阵地的旅长、团长斩首，并下令将他们的首级挂在电线杆上示众，但仍未挽回败局:236，主力被北伐军击溃。
北伐軍攻佔武漢三鎮後，吳率殘部撤退到河南，残部被靳云鹗吞并。又受张作霖排挤，1927年7月，吴佩孚率残余僚属西逃入川东依靠楊森。1928年2月，在大竹城内成立“孚威上将军行辕”， 挂起“川滇黔湘陕讨贼联军总司令部”的招牌，任刘泗英为政务处长，负责对外联络和谋划定策。1928年4月，刘泗英又利用吴佩孚生日之机与各军代表密商，拟乘国内局势混乱之际，以杨森部为基干，在川省树立拥戴力量东下宜昌，回攻武汉；北出秦川，以取西安。然而，密谋很快被蒋介石获悉，蒋便收买杨森部师长郭汝栋，许其为国民革命军第二十军军长，令其5月出师讨伐杨森。随后杨森被迫撤离，吴佩孚也仓皇离开大竹县北往绥定，托庇于刘存厚。此时，刘存厚仍奉北洋号令，挂五色旗，未接受国民革命军的番号，盘踞在四川一隅。计划是：以杨森、李家钰（第二十八军邓锡侯部的师长兼“四川边防军总司令”）两部为基本武力，拉拢刘存厚号召川军各部，在四川建立反共反蒋的国家主义政权。然后俟机东出夔门，进窥武汉，逐鹿中原。1928年夏，杨森和李家钰等部组织“同盟军”，进攻重庆地区的21军刘湘部。因同盟军内部步调不一，刘湘又早有准备，战事一起，盟军很快败下阵来。1929年春，蒋桂战争爆发，争夺武汉。1929年3月，吴佩孚在河市坝大庆生日，段祺瑞、曹锟、阎锡山、唐生智，李宗仁等均派代表到川祝寿。吴佩孚以援“鄂”为名，率师东下，分别致函邓锡候、杨森、李家钰等，谓“四川非坐守之地，宜团结群力，向外发展，统一中原”。各方势力积极响应，但重庆及东部沿江各地均为刘湘的布防地，刘湘接受蒋介石的命令，坚决制止吴佩孚假道出川。1930年中原大战爆发，经过与英国驻汉口领事馆、阎锡山、北平直系残余人员等联络，吴佩孚于5月6日发出“鱼电”，谓：“即日出川，居中调停。”刘湘仍然听命于蒋介石，扼守出川要道，最后吴佩孚不得不打道回府。中原大战后，蒋介石的统治暂时稳定，而留寓四川的吴佩孚与中國青年黨及四川军阀相勾结是一隐患。1931年春蒋介石电请吴佩孚前往南京，共商国是。吴佩孚“到陕甘两省去招抚北洋旧部，徐图再起”。时甘肃发生“雷马事变”，原冯玉祥部师长雷中田将甘肃省政府主席马鸿宾拘留，雷自任甘肃全省保安总司令。吴佩孚出面调停，取得双方好感。随后又拉拢宁夏、青海、新疆各方势力，加上四川的杨森和邓锡侯，于1931年11月15日，发出拥吴出山的通电。“要求”吴出而“主持对外军事，为政府外交之后盾，作人民救国之先锋”。在蒋介石的压力下，青海和甘肃先后否认。陕西的杨虎城也不愿看到吴佩孚在甘肃招兵买马威胁他的后方，遂派兵入甘消灭雷中田。吴佩孚在甘肃活动一个多月便仓皇出逃。
九一八事变之后，北洋派的旧势力认为这是反蒋的好机会，商量由北方军人联合起来拥护吴佩孚与段祺瑞合作反蒋。推吴任“北方抗日联军总司令”，以抗日为号召来进行反蒋。蒋介石实行分化策略，“北洋派大同盟”不久瓦解。吴佩孚进退失据，张学良、于学忠将他迎往北平，并每月许以生活费四千元。

## 晚年經歷

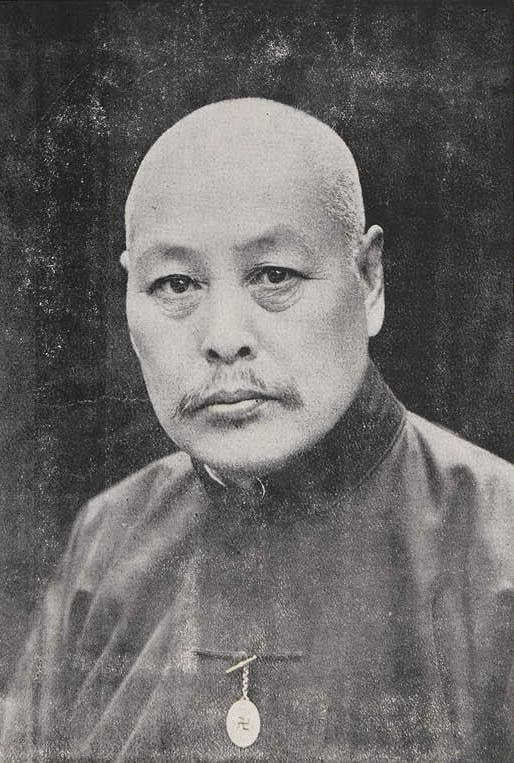
晚年吴佩孚的肖像

1931年九一八事变后居住北平。其间曾猛烈谴责满洲国依附日本，分裂中国。但吴也曾應其舊部屬齐燮元的聘请，为齊的「特高顾问」，每月领「车马费」数千元。但到1937年齊擔任日軍傀儡政府「華北臨時政府京津衛戍司令」时，便与之断绝关系。
日本占领北平后日本驻华特务机关首脑土肥原賢二親自出馬，前來拜會吳佩孚，引诱吳出山，被吴拒絶。
1939年11月中旬，吴佩孚于北平因吃羊肉餃子引發牙痛，12月2日由一名爲伊藤（又稱伊東）的日籍牙醫替其拔牙，因牙醫拔牙之後未為吳進行消毒，術後當日牙齒腫脹。4日齐燮元携日本軍醫强行為吳進行手術，但術中因细菌感染，引發敗血症不治而身亡。吳佩孚病逝前諄諄告訴國人:「汝輩讀孔孟書，當知其義，孟子不云乎，小固不可以敵大，寡固不可以敵眾，弱固不可以敵強，奈何有其一而敵其二哉！」

## 身後
1939年12月6日，蔣介石向吳家屬致唁電稱讚吳：「精忠許國，大義炳耀，海宇崇欽，流芳萬古……」。12月8日，宋美齡以個人名義電唁吳家屬:357。12月9日，國民政府令着追贈吳佩孚陆军一级上將，以及明令褒揚之。
1940年1月22日日偽為奪取輿論，在北平為吳舉行葬禮，汪精衛宣佈汪偽控制地區降半旗致哀，借此宣傳“中日親善”；同日重慶方面爲了對抗日偽的目的，蔣介石特撥國葬費20萬元，在重慶為他舉行追悼會致祭，並撰輓聯：「落日黯孤城，百折不回完壯士；大風思猛士，萬方多難惜斯人。」:357，其葬禮各界聞人皆親臨致敬，孔祥熙、吳稚暉等人都曾發表演說。抗戰勝利之後北平召開追悼會時，蔣又撰輓聯：「三呼渡河，宗澤壯心原未已；一歌見志，文山正氣自常存！」:357

## 评价
護法戰爭時吳佩孚奉北洋政府之命討伐湖南的湘軍和舊桂系，卻未被任命為湖南省督軍或省長，被皖系奪取了湖南，他心有不甘，再加上其本來就主張和平統一反對內戰，遂於1918年5月息兵衡阳，通電段祺瑞語：“鬩牆煮豆，何敢言功？（意指發動攻擊同胞的內戰算甚麼功勞）”就此鳴金收兵。段祺瑞氣得直跳腳：“秀才造反啦！”
吳氏在洛陽舉行五十大壽壽宴，保皇黨首領康有為送了一副壽聯，曰：「牧野鷹揚，百歲功名才半世；洛陽虎踞，八方風雨會中州。」推崇其軍功，吳大喜，賞給大洋一千元。
吳以作戰勇猛為名，全盛時期曾經是為西北國民軍軍閥馮玉祥、五省聯軍總司令孫傳芳的共主，是第一位登上美國《時代雜誌》的華人，時人稱為玉帥。
吳性格正直清廉，董必武称：“吴氏做官几十年，有过几省地盘，带过几十万大兵，他没有积蓄，也没有田产，相比于同时军阀腰缠千百万，总算难能可贵。”

## 死因
关于吴佩孚的死因有三种主要的说法，
- 被日本人害死說[19]，吳佩孚去世之後，國民政府在其宣傳過程中宣稱吳因拒絕日本人的游说，故日本人以毒药謀殺，並且到最後演變成最初負責給吳佩孚拔牙的那名日籍牙醫實為日軍以害死吳，家人得知消息连夜乘船逃往重庆[20]。直到現在，吳佩孚後人也一直堅持認爲吳的死因是吳去世當日日本軍醫强行為吳進行手術之緣故[21]。
- 軍統毒殺說，此説來源於前軍統官員李直峰[22]，李认为吳之暴死并非死於日本人。而是因爲重慶方面已經截獲 “日吳會談”文件，確認吳答應已經降日，出任偽 “華中綏靖委員會 ”委員長。於是為粉碎日偽之陰謀，軍統參考刺殺唐紹儀之案例，按預定計劃让吳的副官、一位軍統特工利用吳氏“牙疾 ”，當機立斷把其“解决”掉。并且李宣稱軍統在台前幕後主導對吳本人的毒殺計劃，而主要執行人是當時軍統在北平情報站的站長后大椿[23]。
- 感染敗血症死亡，現代有學者結合吳的秘書回憶錄認爲吳死於牙疾引發的坏血症[24]。

## 親屬
妻妾：
- 元配王氏 （？ - 1891年）， 成婚三年去世，无子女，归葬于吴氏祖坟。
- 继室李氏（1881年－1920年9月9日）， 蓬莱巨绅李少堂侄女，1904年吴佩孚回乡时所娶，因吴母吝啬，克扣生活，李氏不堪忍受，长期居于娘家，直至1907年被吴佩孚接出，然吴母又为吴佩孚纳了一房妾氏与他们同住，吴母虽于1910年去世，但李氏已被折磨精神失常，1913年于吴佩孚分居，去世于保定。
- 妾室张佩兰（1890年－1949年10月15日）。长春人，因与李氏不和，1907年，吴母做主将经常来家中讨好自己的干女儿张佩兰纳为吴佩孚妾氏。与吴佩孚合葬于今北京市海淀区四季青乡西洪门村。

嗣子
- 吴道时（1909年9月27日（农历8月12日）－1950年6月1日（农历7月15日）逝世）：吴佩孚之弟吴文孚的独子，自幼過繼为吴佩孚嗣子。

孫
- 吳運：吳道時長子。
- 吳運坤：吳道時次子。

## 外部連結
- 军阀吴佩孚的复杂人生（页面存档备份，存于）（光明网）
- TIME Magazine-September 8, 1924 Vol. IV No. 10（页面存档备份，存于）
- 杨津涛：吴佩孚这样的人，不能算民族英雄